# Esclerosis múltiple en el ámbito de la sexualidad
La Esclerosis múltiple (EM) exige a la persona tener la capacidad de adaptarse de forma continua a las necesidades y cambios impredecibles provocados por la enfermedad. Dentro de estas modificaciones se encuentran las alteraciones y disfunciones sexuales, cuyo problema principal es la falta de respuesta sexual. Debido a la edad de aparición de la enfermedad (20-40 años), las relaciones sexuales cobran un papel importante en las personas con EM.

No existe una sexualidad única y exclusiva, pero si una sexualidad adaptada a cada persona. Por ello, es importante saber que se puede recurrir a diferentes profesionales para intervenir en este ámbito (medicina, enfermería, fisioterapia, terapia ocupacional, psicología...).

No obstante, se desconoce el impacto, severidad y frecuencia de la disfunción sexual en los pacientes con EM; existen estudios que sugieren un gran impacto, presentándose generalmente junto a otros trastornos vesicales e intestinales.

## Prevalencia
Un estudio de la universidad de Granada ha demostrado que la mitad de los sujetos con esclerosis múltiple (80% de los hombres y 70% de las mujeres), informan sobre la afectación de sus relaciones sexuales como consecuencia de la enfermedad.

Alarcia-Alejos et al muestran en su estudio del abordaje de la disfunción sexual en la esclerosis múltiple que, el padecer una disfunción urinaria multiplica por 5.7 la posibilidad de padecer una disfunción sexual. Igualmente muestran que el 87% de los hombres y el 65,7% de las mujeres con EM consideran muy importante su vida sexual.

## Etiología
La sexualidad es una parte muy importante de la vida diaria, no sólo porque enriquece y agrega placer a la relación entre el hombre y la mujer, sino por su carácter personal y privado.
La esclerosis múltiple puede afectar a la función sexual desde el punto de vista físico, psicológico y farmacológico. Uno de los síntomas asociados a la EM es la depresión y su tratamiento,que contribuye en gran medida a los trastornos sexuales.
La función sexual depende de vías nerviosa centrales y periféricas por lo que enfermedades neurológicas, como la esclerosis múltiple, afecta a la función sexual tanto en hombres y en mujeres.
En términos generales la libido y la excitación dependen de factores psicológicos y de la integridad de los centros cerebrales superiores, mientras la función de la médula espinal y las vías periféricas son esenciales para la respuesta sexual humana. La respuesta sexual humana depende de una serie de reflejos que involucran la transmisión neuromuscular estimulada por sensaciones táctiles, visuales, olfatorias y emocionales.
Los centros superiores incluyen el hipotálamo basal, el sistema límbico, las regiones frontales y fronto-temporales, los cuales determinan el mando donde la testosterona, dihidrotestosterona y los estrógenos tienen un importante efecto modulador.
Las vías espinales y el sistema nervioso periférico conducen estímulos aferentes y eferentes de la actividad pélvica parasimpática y simpática, y estructuras de inervación somática que son críticas para la respuesta genital autónoma y voluntaria.
Los órganos sexuales al igual que el tracto urinario inferior están inervados por el parasimpático sacro, el simpático toracolumbar y somático (nervio pudendo sacro).
El reflejo eréctil del pene y del clítoris representa el reflejo espinal parasimpático; con controles supraespinales de origen psicológico. La secreción glandular y la eyaculación están bajo el control simpático y parasimpático; las contracciones perineales en el orgasmo femenino son estimuladas por impulsos excitatorios desde la inervación somática.

## Clasificación de las disfunciones sexuales en EM
Foley y Werner en el 2000 desarrollaron un modelo conceptual que describe los síntomas sexuales en esclerosis múltiple en términos de disfunción sexual primaria, secundaria y terciaria.

### Disfunción sexual primaria
Como resultado directo de los cambios neurológicos de la esclerosis múltiple. Afectan directamente a la sensación y respuesta sexual. 
- Hombres: pueden experimentar alteraciones de la sensibilidad genital, disminución de la libido, dificultad para iniciar y mantener una erección, disminución de la frecuencia y fuerza de la eyaculación.
- Mujeres: diminución de la libido, alteraciones en la sensibilidad genital que incluyen entumecimiento, dolor, ardor, disminución de la lubricación vaginal, diminución de la frecuencia e intensidad del orgasmo.

### Disfunción sexual secundaria
Cambios físicos que pueden afectar la respuesta sexual de forma indirecta.  No se debe a alteraciones directas del sistema nervioso, se relaciona con el sistema genital. Los síntomas que comúnmente se incluyen son: 
- Fatiga.
- Debilidad.
- Espasticidad.
- Disfunción intestinal y vesical.
- Espasmos.
- Incoordinación.
- Dificultad para la movilización.
- Efectos secundarios de medicamentos utilizados.
- Dificultades cognitivas.
- Entumecimiento.
- Dolor.
- Ardor o incomodidad de otras partes del cuerpo.

### Disfunción sexual terciaria
Se refiere a aspectos emocionales, psicológicos, sociales y culturales, que impactan sobre la sexualidad. Estos pueden incluir cambios negativos en la autoimagen, humor, y de la imagen corporal, depresión, enfado, sentimientos de sentirse poco atractivos, menos masculinos o femeninos, sentimientos de perdida de confidencialidad y rechazo acerca de su sexualidad, ansiedad sobre la satisfacción sexual de su pareja, miedo a la soledad y al abandono, culpabilidad por el cambio de rol de género y sentimiento de dependencia puede impactar de forma muy importante en su relaciones íntimas.